# ماریوارا پوپسکو
ماریوارا پوپسکو (انگلیسی: Marioara Popescu؛ زادهٔ ۹ نوامبر ۱۹۶۲) قایقران روئینگ اهل رومانی بود.
وی در مسابقات کشوری و بین‌المللی در مجموع برندهٔ ۴ مدال طلا، ۲ مدال نقره، ۳ مدال برنز شده‌است.